# Андреевка (Миролюбовский сельский совет)
Андреевка (укр. Андріївка) — село,
Миролюбовский сельский совет,
Синельниковский район,
Днепропетровская область,
Украина.
Код КОАТУУ — 1224884902. Население по переписи 2001 года составляло 174 человека.

## Географическое положение
Село Андреевка находится на берегу реки Средняя Терса,
выше по течению на расстоянии в 1,5 км расположено село Миролюбовка,
ниже по течению на расстоянии в 1 км расположено село Запорожье-Грудоватое.